# فهرست رئیس‌جمهورهای زیمبابوه
رئیس‌جمهور زیمبابوه رئیس کشور زیمبابوه است که توسط رای اکثریت مردم انتخاب می‌شود. پست ریاست جمهوری این کشور پس از استقلال را در سال‌های ۱۹۸۰ تا ۱۹۸۷، کنعان بانانا، و سپس رابرت موگابه؛ رئیس‌جمهور کنونی آن کشور، در اختیار داشته‌اند.
رئیس جمهور رئیس دولت نیز هست، زیرا پست نخست‌وزیری در سال ۱۹۸۵ لغو شد. این دفتر در نتیجهٔ مذاکرات سیاسی سال‌های ۲۰۰۸ و ۲۰۰۹ بازسازی شد، اما پس از همه‌پرسی قانون اساسی سال ۲۰۱۳ دوباره لغو گردید.
طبق قوانین تصویب شده در همان رفراندوم، رئیس جمهور این سمت را حداکثر دو دورهٔ پنج ساله به عهده می‌گیرد. این مصوبه شامل گذشته (عطف به ماسبق) نمی‌شود.

## تاریخچه سمت
دفتر رئیس جمهور زیمبابوه در سال ۱۹۸۰ تأسیس شد، زمانی که این کشور به استقلال خود از انگلستان دست یافت. وزیر متدیست کنعان بانانا، نخستین رئیس جمهور شد و تا سال ۱۹۸۷ در این سمت که بیشتر تشریفاتی بود ادامه یافت. قدرت واقعی به نخست‌وزیر، رابرت موگابه اختصاص داده شد. در سال ۱۹۸۷، موگابه پس از تصویب قانون اساسی به عنوان رئیس جمهور اجرایی جانشین رئیس جمهور بانانا شد.

## رؤسای جمهور زیمبابوه (۱۹۸۰ تا کنون)
| No. | نگاره | نام (تولد–درگذشت)                                   | منتخب در                 | آغاز دوره      | پایان          | حزب سیاسی |
| --- | ----- | --------------------------------------------------- | ------------------------ | -------------- | -------------- | --------- |
| ۱   |       | کنعان بانانا (۱۹۳۶–۲۰۰۳)                            | —                        | ۱۸ آوریل ۱۹۸۰  | ۳۱ دسامبر ۱۹۸۷ | زانو      |
| ۲   |       | رابرت موگابه (۱۹۲۴–۲۰۱۹)                            | ۱۹۹۰ ۱۹۹۶ ۲۰۰۲ ۲۰۰۸ ۲۰۱۳ | ۳۱ دسامبر ۱۹۸۷ | ۲۱ نوامبر ۲۰۱۷ | زانو-پی‌اف |
| —   |       | فلکزلا امپوکو (متولد ۱۹۴۰) سرپرست موقت ریاست جمهوری | —                        | ۲۱ نوامبر ۲۰۱۷ | ۲۴ نوامبر ۲۰۱۷ | مستقل     |
| ۳   |       | امرسون منانگاگوا (متولد ۱۹۴۲)                       | —                        | ۲۴ نوامبر ۲۰۱۷ | تا پایان دوره  | زانو-پی‌اف |